# Akiva Goldsman
Akiva J. Goldsman (n. 7 de julio de 1962) es un escritor, guionista, director y productor de cine y televisión estadounidense, conocido por su trabajo en películas de gran éxito y adaptaciones de novelas populares.
La filmografía de Goldsman como guionista incluye Batman Forever y su secuela Batman & Robin, I, Robot, I Am Legend, Cinderella Man y numerosas reescrituras tanto acreditadas como no acreditadas. También escribió más de una docena de episodios para la serie de televisión de ciencia ficción Fringe.
En 2002, Goldsman recibió un Premio Óscar al Mejor guion adaptado y el Globo de Oro al Mejor Guion por la película de 2001 A Beautiful Mind, que también ganó el Óscar a la Mejor película.
En 2006, Goldsman se volvió a juntar con el director de A Beautiful Mind, Ron Howard, para adaptar la novela de Dan Brown El Código Da Vinci a la versión cinematográfica de Howard, recibiendo críticas mixtas por su trabajo. También escribió el guion de su precuela de 2009, Ángeles y demonios.

## Primeros años
Akiva Goldsman nació el 7 de julio de 1962 en la ciudad de Nueva York, hijo del terapeuta Tev Goldsman, y de la psicóloga infantil Mira Rothenberg. Su familia es judía. Sus padres dirigían un hogar para niños emocionalmente perturbados. Los padres de Goldsman regularmente estaban ocupados con su trabajo, por lo que en una entrevista él comentó: "Cuando tenía 10 o 12 años, me di cuenta de que mis padres habían estado lejos de mí. No quería tener nada más que ver con ese mundo. Yo quería ser un escritor. Tenía la fantasía de que algún día vería mi nombre en un libro". En 1983, Goldsman asistió a la Universidad Wesleyana en Middletown, Connecticut. Después de la graduación, Goldsman estudió escritura creativa en la Universidad de Nueva York y comenzó a escribir guiones.

## Carrera
En 1994, escribió el guion que se convertiría en la película Silent Fall. Después, el director Joel Schumacher contrató a Goldsman para escribir The Client. A finales de la década de 1990, escribió guiones para A Time to Kill y Batman & Robin, que fueron considerados de mala calidad y lo nominaron para los Golden Raspberry Awards. Goldsman se dio cuenta y comentó: "Como que me perdí. Estaba escribiendo lo que sabía. Es un poco como un gato persiguiendo su cola. Una vez que comienzas a hacer películas que no son satisfactorias, comienzas a perder tu oportunidad de hacerlo de forma satisfactoria. La gente no nos habla diciendo: 'usted es el tipo que queremos para esto'". Goldsman apeló al productor Brian Grazer para escribir el guion de A Beautiful Mind y finalmente ganó un Premio Óscar al Mejor guion adaptado. La estrella de A Beautiful Mind, Russell Crowe, invitó más tarde a Goldsman y al director Ron Howard a filmar Cinderella Man, de la que escribió el guion.
Goldsman tiene una compañía de producción en Warner Bros. llamada Weed Road Pictures.
Goldsman produjo la película de Universal Pictures Lone Survivor, del escritor y director Peter Berg, basada en el libro Lone Survivor: The Eyewitness Account of Operation Redwing and the Lost Heroes of SEAL Team 10 by Marcus Luttrell. La cinta cuenta la historia del equipo SEAL de la Marina de Luttrell en 2005 en Afganistán, en una misión para matar a un líder terrorista. La película fue protagonizada por Mark Wahlberg, Emile Hirsch, Ben Foster y Taylor Kitsch, y fue estrenada en 2013.
Goldsman hizo su debut en la dirección de películas con Winter's Tale, una adaptación cinematográfica de la novela homónima de Mark Helprin. El elenco principal estuvo compuesto por Colin Farrell, Russell Crowe, Jessica Brown-Findlay, Jennifer Connelly, Will Smith y William Hurt. La película se estrenó el 14 de febrero de 2014. También dirigió la película de suspenso y terror Stephanie (2017), con Frank Grillo en el papel principal, y coescribió y produjo la adaptación cinematográfica de Stephen King de The Dark Tower, que se estrenó el 4 de agosto de 2017, y la cual fue una de las películas post apoteosis de Goldsman.
En junio de 2015, Paramount Pictures anunció que Goldsman encabezaría un equipo de escritores y cineastas para crear un universo cinematográfico que se ramificara de la franquicia Transformers, de Hasbro.
Goldsman se reveló en septiembre de 2018 como parte del equipo de redacción de la nueva serie de Star Trek que gira en torno a los últimos años del personaje de Jean-Luc Picard.

### Fringe
En 2008, Goldsman se unió al equipo de la primera temporada de la serie de terror y misterio de Fox Fringe como escritor, director y productor consultor. El primer episodio que Goldsman dirigió y escribió fue "Bad Dreams". En su quinta temporada, Goldsman siguió siendo un productor consultor. Los episodios en los que contribuyó incluyen:
- "Bad Dreams" (01.17)
- "The Road Not Taken" (01.19) (el productor ejecutivo Jeff Pinkner y el productor J.R. Orci co-escribireron el guion, basado en una historia de Goldsman)
- "There's More Than One of Everything" (01.20) (el coproductor ejecutivo  J.H. Wyman y Pinkner coescribieron el guion basados en una historia de Goldsman y del productor ejecutivo Bryan Burk)
- "A New Day in the Old Town" (02.01) (coescrito con el cocreador J.J. Abrams)
- "Peter" (02.16) (los co-showrunners Jeff Pinkner, J.H. Wyman y el productor supervisor Josh Singer coescribieron el guion basados en una historia de Pinkner, Goldsman, Singer y Wyman)
- "Brown Betty" (02.20) (coescrito con Wyman y Pinkner)
- "Over There (Part 1)" (02.22) (coescrito con Wyman y Pinkner)
- "Over There (Part 2)" (02.23) (coescrito con Wyman y Pinkner)
- "Subject 13" (03.15) (coescrito con Wyman y Pinkner)
- "Stowaway" (03.17) (Danielle Dispaltro escribió el guion, basado en una historia de Pinkner, Goldsman y Wyman)
- "Lysergic Acid Diethylamide" (03.19) (Wyman y Pinkner coescribieron el guion basados en una historia de Wyman, Goldsman y Pinkner)
- "The Day We Died" (03.22) (Pinkner y Wyman coescribieron el guion basados en una historia de Goldsman, Pinkner y Wyman)
- "Neither Here Nor There" (04.01) (Wyman y Pinkner coescribieron el guion basados en una historia de Wyman, Goldsman y Pinkner)
- "Subject 9" (04.04) (coescrito con Wyman y Pinkner)
- "Making Angels" (04.11) (coescrito con Wyman y Pinkner)
- "Nothing as It Seems" (04.16) (coescrito con Pinkner)
- "Letters of Transit" (04.19) (coescrito con Wyman y Pinkner)
- "Brave New World (Part 1)" (04.21) (coescrito con Wyman y Pinkner)
- "Brave New World (Part 2)" (04.22) (coescrito con Wyman y Pinkner)

## Filmografía
| Año  | Título                          | Director | Productor | Escritor | Notas |
| ---- | ------------------------------- | -------- | --------- | -------- | --- |
| 1994 | The Client                      | No       | No        | Sí       | |
| 1994 | Silent Fall                     | No       | No        | Sí       | |
| 1995 | Batman Forever                  | No       | No        | Sí       | |
| 1996 | A Time to Kill                  | No       | No        | Sí       | Nominado al Premio Golden Raspberry al Peor Guion Escrito para una Película que Sobrepasó los 100 millones de USD                 |
| 1997 | Batman & Robin                  | No       | No        | Sí       | Nominado al Premio Golden Raspberry al Peor Guion                                                                                 |
| 1998 | Lost in Space                   | No       | Sí        | Sí       | |
| 1998 | Practical Magic                 | No       | No        | Sí       | |
| 2001 | A Beautiful Mind                | No       | No        | Sí       | Premio de la Academia al Mejor Guion Adaptado Premio Golden Globe al mejor guion Nominado al Premio BAFTA al Mejor Guion Adaptado |
| 2004 | I, Robot                        | No       | No        | Sí       | |
| 2005 | Cinderella Man                  | No       | No        | Sí       | Nominado al Premio BAFTA al Mejor Guion Adaptado                                                                                  |
| 2006 | The Da Vinci Code               | No       | No        | Sí       | |
| 2007 | I Am Legend                     | No       | Sí        | Sí       | |
| 2009 | Angels & Demons                 | No       | No        | Sí       | |
| 2014 | Winter's Tale                   | Sí       | Sí        | Sí       | Debut como director |
| 2015 | The Divergent Series: Insurgent | No       | No        | Sí       | |
| 2016 | The 5th Wave                    | No       | No        | Sí       | |
| 2017 | Rings                           | No       | No        | Sí       | |
| 2017 | Transformers: The Last Knight   | No       | No        | Historia | Nominado al Premio Golden Raspberry al Peor Guion                                                                                 |
| 2017 | The Dark Tower                  | No       | Sí        | Sí       | |
| 2017 | Stephanie                       | Sí       | No        | No       | |

Solo productor
| Año  | Título                             | Notas               |
| ---- | ---------------------------------- | ------------------- |
| 1999 | Deep Blue Sea                      |                     |
| 2004 | Starsky & Hutch                    |                     |
| 2004 | Mindhunters                        |                     |
| 2005 | Constantine                        |                     |
| 2005 | Mr. & Mrs. Smith                   |                     |
| 2006 | I'm Reed Fish                      | Productor ejecutivo |
| 2006 | Poseidon                           |                     |
| 2007 | Brooklyn Rules                     | Productor ejecutivo |
| 2008 | Hancock                            |                     |
| 2010 | The Losers                         |                     |
| 2010 | Fair Game                          |                     |
| 2010 | Jonah Hex                          |                     |
| 2010 | Paranormal Activity 2              | Productor ejecutivo |
| 2011 | Paranormal Activity 3              | Productor ejecutivo |
| 2012 | Paranormal Activity 4              | Productor ejecutivo |
| 2013 | Lone Survivor                      |                     |
| 2017 | King Arthur: Legend of the Sword   |                     |
| 2019 | Doctor Sleep                       | Productor ejecutivo |
| 2021 | El mapa de los instantes perfectos |                     |

### Televisión
| Año  | Título               | Director | Productor | Escritor | Notas                                          |
| ---- | -------------------- | -------- | --------- | -------- | ---------------------------------------------- |
| 2017 | Star Trek: Discovery | Sí       | ejecutivo | Sí       | 3 episodios (escritor); 2 episodios (director) |
| 2018 | Titans               | Sí       | ejecutivo | Sí       | 2 episodios (escritor); 1 episodio (director)  |

### Otros créditos
| Año  | Título                  | Notas                            |
| ---- | ----------------------- | -------------------------------- |
| 2008 | Hancock                 | Rol: Ejecutivo                   |
| 2009 | Star Trek               | Rol: Miembro del Consejo Vulcano |
| 2013 | Star Trek Into Darkness | Rol: Admirante de la Starfleet   |

## Premios y distinciones
Premios Óscar
| Año  | Categoría            | Película         | Resultado |
| ---- | -------------------- | ---------------- | --------- |
| 2002 | Mejor guion adaptado | A Beautiful Mind | Ganador   |

## Lecturas recomendadas
- Thane, Christopher. «Swimming with sharks». Fade In 5 (3): 17.
- Divine, Christian (January 2002). «Peace of mind». Creative Screenwriting 9 (1): 69, 71-74.
- Fleming, Michael (June 2006). «Good as Goldsman». Fade In 9 (2): [50]–52.